# Zygodon reinwardtii
Zygodon reinwardtii är en bladmossart som beskrevs av A. Braun in B.S.G. 1838. Zygodon reinwardtii ingår i släktet ärgmossor, och familjen Orthotrichaceae. Inga underarter finns listade i Catalogue of Life.